# Argentinas lag nummer 1420
Argentinas lag nummer 1420 var en lag som innebar att Argentina införde gratis, sekulär, folkskola. Då den klubbades igenom 1884 under president Julio Argentino Roca, sedan ett antal liknande lagar infördes i olik provinserna.
Den icke-religiösa utbildningen utlöste en konflikt mellan argentinska staten och Romersk-katolska kyrkan. Nuncio, Luis Mattera, motsatte sig lagen. Argentinska staten menade att Mattera fick säga vad han ville privat, men inte skulle lägga sig i statliga affärer. Mattera försökte då hindra anländandet av de skollärare som rekryterats från  USA för den sekulära utbildningen. Även präster och andra förespråkare från Romersk-katolska kyrkan motsatte sig lagen.
Då första normalskolan grudndats i Córdoba, meddelade kyrkoherde Gerónimo Clara från predikstolen att det handlade om anathema. Clara arresterades av myndigheterna.  Mattera bad om införandet av romersk-katolsk religionsundervisning i skolan. Myndigheterna sade dock nej, och avslog kraven som "ingripande av utländsk agent". Mattera gav då genast upp striden.